# Глаголева, Вера Витальевна
Ве́ра Вита́льевна Глаго́лева (31 января 1956, Москва — 16 августа 2017, Баден-Баден, Баден-Вюртемберг, Германия) — советская и российская актриса театра и кино, кинорежиссёр, сценарист и продюсер. Народная артистка Российской Федерации (2011).

## Биография
Вера Глаголева родилась в Москве 31 января 1956 года в семье учителя физики и биологии Виталия Павловича Глаголева (1930—2007) и учительницы младших классов Галины Наумовны Глаголевой (урождённой Белоцерковской, 1929—2010). Семья жила около Патриарших прудов, на улице Алексея Толстого, в доме № 22/2 Наркомата путей сообщения, в квартире, которую получил дед Веры по материнской линии — Нахман (Наум) Овсеевич Белоцерковский (1900—1938), работавший в 1930-е годы конструктором-изобретателем скоростных поездов и расстрелянный в 1938 году. В 1962 году семья переехала в Измайлово.
С 1962 года по 1966 год Глаголева жила в Карл-Маркс-Штадте (ГДР), где её родители работали учителями в 103-й русской школе. В юности занималась стрельбой из лука, в 1975 году стала мастером спорта, выступала за юношескую сборную Москвы.
В кино снялась впервые сразу после окончания школы, в 1974 году. Она была замечена на «Мосфильме» оператором фильма «На край света…». Глаголева согласилась подыграть актёру, пробовавшемуся на роль Володи, быстро выучила текст и вела себя очень естественно. В результате была приглашена на главную роль. Режиссёр фильма Родион Нахапетов объяснял раскованность Глаголевой тем, что она не стремилась к артистической карьере, а потому не волновалась. По словам Глаголевой ей сразу предложили роль в фильме, поэтому она была уверена, что она — единственная претендентка, и поэтому не волновалась. На самом деле, на роль Симы утвердили другую актрису, но Нахапетов настоял, чтобы в фильме снялась Глаголева.
Вскоре Глаголева вышла замуж за Нахапетова и снялась в нескольких его лентах: «Враги», «Не стреляйте в белых лебедей», «О тебе».
В 1977 году Глаголева получила приглашение на роль Вари в фильме «В четверг и больше никогда» режиссёра Анатолия Эфроса. Игра непрофессиональной актрисы так впечатлила Эфроса, что он пригласил её в свой театр на Малой Бронной. Глаголева под влиянием Нахапетова отказалась от предложения. Позже говорила, что жалеет, что не смогла научиться у Эфроса всему, чему могла научиться.
Так и не получив актёрского образования, Глаголева много снималась в кино. Её уникальный актёрский тип — хрупкая поэтичность в сочетании со скрытой силой и цельностью, ломкая пластика, точность «психологического жеста», неординарная и киногеничная внешность — пришёлся ко времени и оказался востребован в 1970—1980-х годах. Широкая популярность к актрисе пришла в 1985 году после выхода на экраны мелодрамы Виталия Мельникова «Выйти замуж за капитана», где Глаголева сыграла в паре с Виктором Проскуриным. За роль Лены в этом фильме она была признана лучшей актрисой 1986 года по опросу журнала «Советский экран».
В 1989 году Нахапетов уехал работать в США, где познакомился, а затем стал жить с продюсером Натальей Шляпникофф. В результате брак с Глаголевой распался.

## Режиссёрская деятельность
В 1990-е годы Глаголева дебютировала в качестве кинорежиссёра, сняв фильм по сценарию Светланы Грудович «Сломанный свет» — историю об актёрах, которые не могут найти работу в условиях развала Советского Союза. Из-за сложностей с авторскими правами картина не вышла в прокат, зрители смогли увидеть её только спустя 11 лет.
В 1991 году на кинофестивале в Одессе Глаголева познакомилась с бизнесменом Кириллом Шубским, которого попросила помочь с финансированием фильма. Шубский отказался, но они продолжили встречаться, а позже поженились.
В 2005 году вышел фильм «Заказ», снятый Глаголевой по собственному сценарию. Картина завоевала приз зрительских симпатий кинофестиваля «Меридианы Тихого». Следующая работа — фильм «Чёртово колесо» (2006), была награждена Гран-при I Всероссийского кинофестиваля «Золотой феникс» в Смоленске. В 2012 году сняла мелодраму «Случайные знакомые».
В 2010 году вышел фильм Глаголевой «Одна война», рассказывающий о тяжёлой судьбе женщин, родивших детей от немецких оккупантов. Фильм был отмечен наградами более тридцати международных кинофестивалей.
В 2014 году Вера Глаголева экранизировала пьесу Ивана Тургенева «Месяц в деревне» (фильм «Две женщины»), где выступила как сценарист, режиссёр и продюсер.
Играла в антрепризных спектаклях «Русская рулетка. Женский вариант» (1999, антреприза «Аметист»), «Поза эмигранта» (1998, антреприза Леонида Трушкина в Театре Антона Чехова), «Под небом голубым» (2006) в Театре-студии под руководством Олега Табакова.
В 2011—2014 годах руководила мастерской театрального факультета Московского института телевидения и радиовещания «Останкино».
9 марта 2017 года приступила к съёмкам нового фильма «Глиняная яма». Глаголева сняла основную часть картины, завершён фильм был её продюсером и подругой Натальей Ивановой. Премьерный специальный показ картины, получивший название «Не чужие», состоялся на фестивале «Кинотавр» в июне 2018 года.

## Смерть
Вера Глаголева умерла 16 августа 2017 года в клинике Шварцвальд-Бар при университете Фрайбурга (Германия) в возрасте 61 год от рака желудка. Прощание с Верой Глаголевой состоялось 19 августа 2017 года в Центральном Доме кино. Похороны прошли на Троекуровском кладбище (участок № 8-А, могила № 704). В августе 2019 года на могиле актрисы был открыт памятник.
Соболезнования в связи с кончиной актрисы и режиссёра выразили президент Владимир Путин и премьер-министр Дмитрий Медведев, а также деятели культуры и другие лица. Президент Беларуси Александр Лукашенко также направил соболезнования родным, близким и коллегам Веры Глаголевой.

## Семья
Дед по материнской линии Нахман Белоцерковский (1900, Васильков — 1938, Москва), участник Гражданской войны (помвоенкома 3-го сводного полка), кавалер ордена Красного Знамени (1921), старший инженер, начальник отдела (скоростной шаропоезд) и заместитель начальника треста опытного машиностроения Народного комиссариата путей сообщения СССР, был расстрелян 8 февраля 1938 года (реабилитирован в 1956 году).
Бабушка по материнской линии Шейна (Софья) Моисеевна Белоцерковская (1902, Заиченцы — 1962, Москва), врач, научный сотрудник Государственного научно-исследовательского института обмена веществ и эндокринных расстройств Наркомздрава СССР под руководством И. Н. Казакова, была арестована 10 февраля 1938 года как член семьи изменника Родины и осуждена на 8 лет исправительно-трудовых лагерей, срок отбывала в Акмолинском лагере жён изменников Родины, затем до 1946 года в Карлаге.
Отец Виталий Павлович Глаголев (1 апреля 1930 — 17 апреля 2007) — учитель физики и биологии, изобретатель, участник войны и организатор игры «Зарница», работал в 103-й школе города Карл-Маркс-Штадта (сейчас Хемниц), работал в 126-й московской школе, развёлся с матерью Веры, женился второй раз, уехал на Чукотку, где прожил 16 лет, был директором в школах в Анюйске и на прииске имени Мандрикова, в последние годы работал в центре социального обслуживания «Ясенево» в Москве, писал стихи, в 2005 году с помощью Веры выпустил сборник стихов «О местах и мечтах», умер от сердечного приступа в день свадьбы внучки, Марии Нахапетовой, похоронен на Ваганьковском кладбище.
Мать Галина Наумовна Глаголева (урождённая Белоцерковская, 19 июля 1929 — 6 августа 2010) — учительница младших классов, затем была заместителем директора Московского дворца пионеров на Воробьевых горах, похоронена на Востряковском еврейском кладбище рядом со своей матерью, бабушкой Веры.
Старший брат Борис Глаголев (14 ноября 1953 — январь 2017).
Первый муж Родион Нахапетов (род. 1944) — актёр и режиссёр. Народный артист РСФСР. Были официально женаты с 1975 по 1991 год.
Старшая дочь Анна Нахапетова (род. 14 октября 1978) стала балериной и актрисой, танцевала в Большом театре. Снимается в кино. С декабря 2016 года — актриса театра Романа Виктюка. В детстве вместе с матерью снялась в фильме «Воскресный папа», исполнив роль дочери героини Глаголевой. Также снялась в фильмах «С ног на голову», «Русские в городе ангелов» и «Тайна Лебединого озера», в фильме Веры Глаголевой «Одна война». В 2006 году вышла замуж за артиста Большого театра Егора Симачёва (1976). Спустя несколько лет развелась.
Средняя дочь Мария Нахапетова (род. 28 июня 1980) вышла замуж и переехала в США, где окончила школу по специальности компьютерная графика, развелась, в 2007 году в Москве снова вышла замуж и в том же году снялась в фильме своего отца «Заражение». Внуки — Кирилл Дзюра (2007), Мирон Дзюра (2013)
Второй муж Кирилл Шубский (род. 21 января 1964) — бизнесмен, был в 2001 году советником президента Олимпийского комитета России, член совета директоров авиакомпании «Атлант-Союз».
Младшая дочь Настасья Овечкина (Шубская) (род. 16 ноября 1993), окончила продюсерский факультет ВГИКа, снялась в фильмах «Чёртово колесо», «Ка де Бо» и телесериале «Женщина желает знать…». В 2016 году вышла замуж за хоккеиста Александра Овечкина (свадьба состоялась в 2017 году незадолго до смерти Глаголевой). Внуки — Сергей Овечкин (род. 18 августа 2018) и Илья Овечкин (род. 27 мая 2020).

## Творчество

### Актриса
- 1975 — На край света… — Сима
- 1977 — В четверг и больше никогда — Варя
- 1977 — Враги — Надя
- 1978 — Подозрительный — Катя Арнаут
- 1980 — Не стреляйте в белых лебедей — Нонна Юрьевна
- 1981 — О тебе — поющая девушка
- 1981 — Звездопад — Женька
- 1983 — Торпедоносцы — Шура
- 1984 — Прости нас, первая любовь — Лена
- 1984 — Преферанс по пятницам — Зина
- 1984 — Идущий следом — учительница
- 1985 — Выйти замуж за капитана — фотокорреспондентка Елена Павловна Журавлёва
- 1985 — Снайперы — Роза Ковалёва
- 1985 — Искренне Ваш… — Екатерина Корнеева
- 1985 — Кто-то должен… — жена Селянина
- 1985 — Воскресный папа — Лена
- 1986 — Зонтик для новобрачных — Зоя
- 1986 — Сошедшие с небес — Маша Ковалёва
- 1986 — Покушение на ГОЭЛРО — Катя Царёва
- 1987 — Дни и годы Николая Батыгина — Катерина
- 1987 — Без солнца — Настя
- 1988 — Эти… три верные карты… — Лиза
- 1988 — Командировка — Наталья
- 1988 — Эсперанса (Мексика — СССР) — Тамара Ольховская
- 1989 — Оно — Пфейферша
- 1989 — Женщины, которым повезло — Вера Боглюк
- 1989 — Софья Петровна — Наташа
- 1990 — Сломанный свет — Ольга
- 1990 — Короткая игра — Надя
- 1991 — Между воскресеньем и субботой — Тома
- 1992 — Устрицы из Лозанны — Женя, таксистка-частница
- 1992 — Исполнитель приговора — Валерия
- 1993 — Я сама — Надя
- 1993 — Ночь вопросов — Катя Клименко
- 1997 — Бедная Саша — Ольга Васильевна, мама Саши
- 1998 — Зал ожидания (сериал) — Мария Сергеевна Семёнова, режиссёр
- 1998—2002 — Самозванцы (сериал) — Татьяна
- 1999 — Женщин обижать не рекомендуется — Вера Ивановна Кириллова
- 2000 — Маросейка, 12 (сериал) — Ольга Калинина
- 2000 — Танго на два голоса — Рина
- 2000 — Пушкин и Дантес — княгиня Вяземская
- 2001 — Наследницы (сериал) — Вера
- 2003 — Другая женщина, другой мужчина… — Нина
- 2003 — Остров без любви (сериал) — Татьяна Петровна / Надежда Васильевна
- 2003 — С ног на голову — Лена
- 2005 — Наследницы-2 (сериал) — Вера
- 2008 — Женщина желает знать — Евгения Шаблинская
- 2008 — Сайд-степ — Маша
- 2008—2009 — Обручальное кольцо (сериал) — Вера Лапина, мать Насти
- 2017 — Ковчег (Ной отплывает) — Анна

### Режиссёр
- 1990 — Сломанный свет
- 2005 — Заказ
- 2006 — Чёртово колесо
- 2009 — Одна война
- 2012 — Случайные знакомые
- 2014 — Две женщины
- 2018 — Не чужие

### Сценарист
- 2005 — Заказ
- 2014 — Две женщины

### Продюсер
- 2009 — Одна война
- 2014 — Две женщины

## Признание и награды

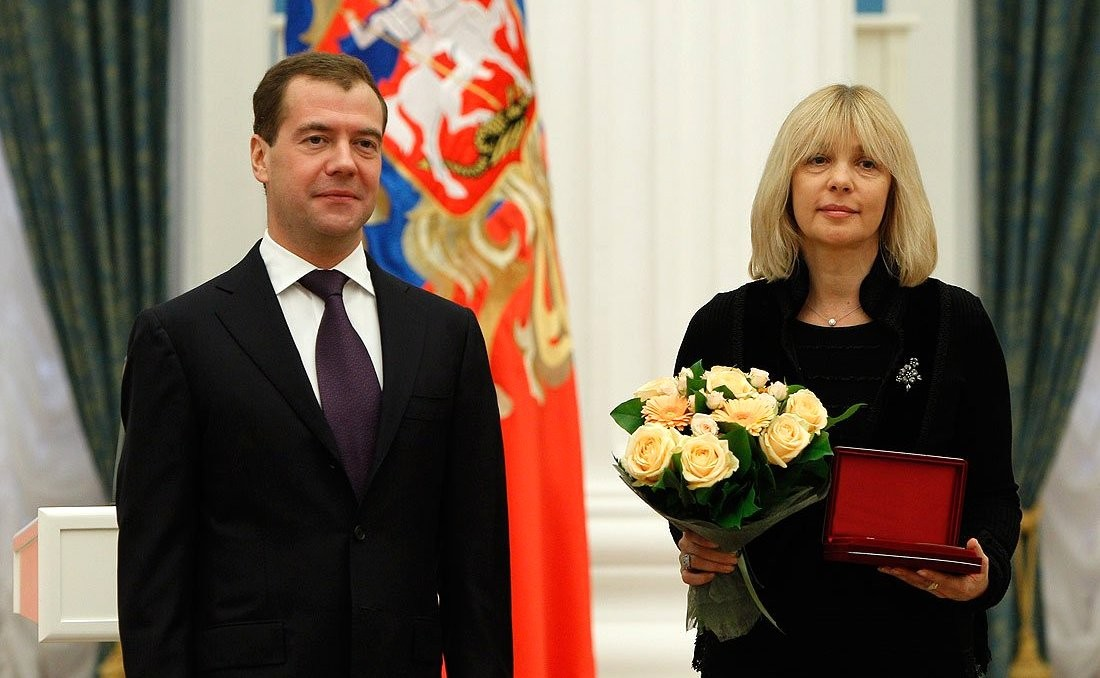
Во время присвоения почётного звания «Народный артист Российской Федерации»,
31 октября 2011 года

- Лучшая актриса 1986 года по опросу журнала «Советский экран» («Выйти замуж за капитана»)
- Заслуженная артистка Российской Федерации (28 декабря 1995) — за заслуги в области искусства[34]
- Народная артистка Российской Федерации (21 марта 2011) — за большие заслуги в области кинематографического, музыкального, театрального и хореографического искусства[4]
- Премия города Москвы 2016 года в области литературы и искусства (номинация «Киноискусство» (19 июля 2016) — за создание художественного фильма «Две женщины» по пьесе И. С. Тургенева «Месяц в деревне» и большой вклад в развитие отечественного кинематографа[35].
- Благодарность Правительства Российской Федерации (28 сентября 2016) — за большие заслуги в развитии отечественной культуры и многолетнюю плодотворную деятельность[36]

В 2008 году стала одной из первых обладателей звезды (третьей именной) на «Аллее славы звёзд кино» перед кинотеатром «Современник» в Смоленске, как первый лауреат Гран-при кинофестиваля «Золотой Феникс».
За фильм «Заказ»
- 2005 — 3-й международный кинофестиваль стран Азиатско-Тихоокеанского региона «Меридианы Тихого» (Владивосток) — приз зрительских симпатий

За фильм «Чёртово колесо»
- 2008 — I-й Всероссийский кинофестиваль актёров-режиссёров «Золотой Феникс» (Смоленск) — Главный приз

За фильм «Одна война»
- 50-й международный фестиваль телевизионных фильмов в Монте-Карло (Монако) — приз «Золотая нимфа» за режиссуру[38]
- 17-й кинофестиваль «Окно в Европу» (Выборг) — приз «Серебряная ладья»
- кинофестиваль «Московская премьера» — Гран-при
- III-й кинофестиваль «Золотой Феникс» (Смоленск) — Гран-при
- 5-й международный кинофестиваль «Золотой минбар» (Казань) — Гран-при «Золотой минбар»
- 29-й международный кинофестиваль в Каире (Египет) — специальный приз жюри имени Юсуфа Шахина «За художественные достоинства фильма»
- 17-й фестиваль русского кино в Онфлёре (Франция) — Гран-при и приз зрительских симпатий
- 14-й Международный кинофестиваль «София Фильм Фест» (Болгария) — Гран-при
- 14-й фестиваль «Виват кино России!» (Санкт-Петербург) — Гран-при
- 7-й международный кинофестиваль в Лиможе (Франция) — Гран-при

и другие награды
За фильм «Две женщины»
- XII-й фестиваль кино и театра «Амурская осень» (Благовещенск) — Гран при[39]
- VII Всероссийский кинофестиваль актёров-режиссёров «Золотой Феникс» (Смоленск) — Главный приз «Бриллиантовый Феникс»[40]
- II Международный фестиваль «Историческое кино и современность» «Угра» (Калуга)[41]
  - Гран-при фестиваля
  - приз за лучшую режиссуру

## Память
С 2017 года на Сочинском кинофестивале (SIFFA) вручается приз имени Веры Глаголевой за особый вклад в развитие киноискусства.
4 декабря 2017 года на церемонии вручения «ТЭФИ-Регион» Вера Глаголева была награждена специальным призом за личный вклад в развитие российского телевидения.
В декабре 2017 года на IV церемонии вручения сценарной премии «Слово» им. В. Черных Глаголева посмертно награждена «Призом президента» учредителя и президента сценарной премии «Слово» Людмилы Кожиновой.
3 июня 2018 года Вера Глаголева посмертно удостоена почётного приза кинофестиваля «Кинотавр», под названием «Актрисе и режиссёру, научившему нас стремлению к мечте». Награду вручили Анне Нахапетовой, дочери актрисы.

## Документальные фильмы
- Мой серебряный шар. Вера Глаголева // «Мой серебряный шар», Россия-1, 2005
- «Вера Глаголева. Меня обижать не советую» // Первый канал, 31 января 2016
- «Вера Глаголева… и больше никогда» // Первый канал, 19 августа 2017